# ザ・ルームメイト
『ザ・ルームメイト』（原題: The Roommate）は、2011年のアメリカ合衆国のホラー映画。日本ではDVDスルーとなり、2011年8月24日にDVDが発売された。

## ストーリー
ロサンゼルスにある大学の新入生サラ（ミンカ・ケリー）は、学生寮でレベッカ（レイトン・ミースター）とルームメイトになった。すぐに二人は仲を深めていき大親友となったが、サラが別の女友達と外出したり、キャンパスで出会ったスティーブン（カム・ジカンディ）と恋に落ちるようになると、レベッカは不可解な言動を見せるようになった。やがてレベッカの人格は豹変し・・・ついには殺人鬼へと姿を変えていくのだった。

## キャスト
- サラ・マシューズ：ミンカ・ケリー
- レベッカ・エヴァンス：レイトン・ミースター
- スティーブン：カム・ジガンデイ
- アリソン・エヴァンス（レベッカの母親）：フランシス・フィッシャー
- ジェフ・エヴァンス（レベッカの父親）：トーマス・アラナ
- ロバーツ教授：ビリー・ゼイン
- トレイシー・モーガン：アリソン・ミシェルカ
- アイリーン：ダニール・ハリス
- ジェイソン：マット・ランター
- マリア：ニーナ・ドブレフ
- ランディ：シェリリン・ウィルソン
- キム・ジョンソン：カテリーナ・グレアム
- ローレン・ストーム
- アレックス・メラズ
- ジェリカ・ヒントン